# 金腰啄花鸟
金腰啄花鸟（学名：Dicaeum annae），是啄花鸟科啄花鸟属的一种，为印度尼西亚的特有种。该物种的保护状况被评为无危。
金腰啄花鸟的平均体重约为10.0克。栖息地包括亚热带或热带的湿润低地林、亚热带或热带的旱林和耕地。